# ぼくとディジャヴ
ぼくとディジャヴは、1993年4月 - 5月、NHKのみんなのうたで放送された曲。作詞：東平だるま、兵藤ゆき、作曲：東平だるま、編曲：見良津健雄、歌：兵藤ゆき。
迷子の小鳥を拾った少年が、その小鳥を「ディジャヴ」と名付け、友達となるも、やがて分かれていく様をワルツ調で綴った歌。タレント・兵藤ゆきが詩の一部を手掛け、自ら歌っている。アニメーションは『みんなのうた』常連の南家こうじ。
初回以来一度も再放送されていなかったが、2011年4月16日放送の「みんなのうた・スペシャル 1990’s セレクション」で放送され、2020年4月 - 5月のラジオのみだが、定期で27年ぶりに再放送された。